# Medalha de Campanha
Medalha de Campanha é uma condecoração concedida aos militares brasileiros, ou de nações aliadas, quando incorporados a forças brasileiras, que tenham participado de operações de guerra sem nota de desabono. Foi criada pelo Decreto-Lei nº 6.795, de 17 de agosto de 1944.